# Mal Graó
El Mal Graó és un antic pas del terme municipal de Conca de Dalt, a l'enclavament dels Masos de Baiarri, pertanyent a l'antic terme de Claverol, al Pallars Jussà.
Està situat al costat de llevant de l'enclavament, a la riba esquerra de la llau de Perauba, a llevant del Coll de la Creu i al nord-oest de les Costes de Baiarri. Antigament hi passava el Camí d'Hortoneda a Solduga.